# Ondřej Höppner
Ondřej Höppner (11. října 1965 Praha – 19. března 2021 Praha) byl český novinář, šéfredaktor, vydavatel i zakladatel a designér českých novin a časopisů, zejména s bulvárním zaměřením, ať už celostátního, či místního charakteru. Založil, řídil, nebo se podílel na realizaci či grafické podobě například těchto titulů: Večerník Praha, týdeníky Spy, Jackie, Show!, nedělník Aha!, deníky SuperSpy, Šíp, Blesk, lokální Malostranské noviny, Staroměstské noviny či StaroBrněnské noviny, dále webové projekty Protiproud.cz a Parlamentní listy. Napsal např. knihy Zpověď bulvární hyeny (2005) či Případ Kramný: Všechno je jinak (2018).

## Profesní kariéra
Narodil se 11. října 1965 v Praze. Po absolvování gymnázia Štěpánská vystudoval zahraniční obchod na Vysoké škole ekonomické a v roce 1988 získal titul inženýra. V roce 1992 byl redaktorem v Lidové demokracii, v roce 1993 nastoupil do redakce Večerníku Praha, kde se následujícího roku stal vedoucím zahraniční rubriky a v roce 1998 zástupcem šéfredaktora. V roce 1999 se stal šéfredaktorem společenského týdeníku Spy vydavatelství Stratosféra, kde působil do roku 2004. Za jeho vedení stoupl náklad na 150 tisíc výtisků, časopis v té době patřil k nejúspěšnějším českým titulům. Mezitím se mimo jiné v roce 2001 přihlásil do konkurzu na generálního ředitele České televize.
Ve vydavatelství Stratosféra se jako šéfredaktor a autor layoutu podílel na vzniku a vedení několika dalších časopisů, např. Show!, Jackie. V roce 2004 založil pod hlavičkou vydavatelství Ebika Sebastiana Pawlowského deník Aha! a stal se jeho šéfredaktorem. Na jaře 2005 však i se svým zástupcem Vladimírem Dundrem z redakce odešel podle vydavatele byly důvodem údajně rozdílné názory na řízení novin a na zodpovědnost plynoucí z novinářské profese. Höppner se pak vrátil k vydavatelství Stratosféra a stal se šéfredaktorem deníku SuperSpy. Několik týdnů pracoval i pro vydavatelství Bauer Media. Od října 2007 do června 2008 byl šéfredaktorem deníku Šíp vydavatelství VLP, nástupnického projektu Večerníku Praha. Pod jeho vedením došlo ke změnám v koncepci i formátu deníku a zastavil se dlouhodobě klesající trend prodeje, když v dubnu 2008 dosáhl 65 tisíc prodaných výtisků. Ředitel redakcí a člen představenstva společnosti Roman Gallo prosadil jeho odvolání, přičemž kritizoval Höppnerův styl řízení a „excesy, jež titul poškozují“, současně však ocenil „velkou pozitivní obsahovou změnu “.
V roce 2007 mu nakladatelství Daranus vydalo knihu o české žurnalistice Zpověď bulvární hyeny. V roce 2009 vytvořil grafiku portálu První zprávy.cz. Od roku 2009 začal vydávat Malostranské noviny, od roku 2010 přidal i Staroměstské noviny a od roku 2011 Starobrněnské noviny. Přinejmenším k roku 2015 vydával vedle nich i Novoměstské noviny.
Od roku 2008 spolupracoval s portálem Blesk.cz, podílel se i na jeho nové podobě. Od jara 2012 do prosince 2013 byl šéfredaktorem týdeníku Nedělní Blesk vydavatelství Ringier, pro nějž vytvořil i nový design a layout. Od května 2013 nastoupil ke společnosti Our Media, pro niž spoluzaložil internetový magazín Protiproud Petra Hájka, bývalého poradce prezidenta Václava Klause. Na přelomu června a července 2014 Nakladatelství Bondy vydalo jeho knihu Vražda v Egyptě o kauze Petra Kramného.
Podílel se či ve svých médiích poskytoval mediální prostor pro kampaně různých politických subjektů, např. v rámci senátní kampaně Martina Bursíka (LES). Podle vlastních vyjádření z roku 2017 pomáhal s výrobou knihy Solární baroni – organizovaný zločin někdejší předsedkyně Energetického regulačního úřadu Aleny Vitáskové. Spolu s Janem Čížkem vytvořil volební noviny Na vlastní oči pro hnutí SPD pro parlamentní volby 2017 a komunální volby 2018.[zdroj⁠?!]
Na webu Hoppner.cz, provozovaném od jara 2019, byly publikovány dezinformační články a konspirační teorie, dále šířené na sociálních sítích nebo v řetězových e-mailech. Články publikoval i na webu Arfa.cz, totožném s webem Hoppner.cz. V souvislosti s varováním BIS před ruskými aktivisty ho internetový magazín International Policy Digest jmenoval mezi autory, kteří psali zaujatě ve prospěch Ruska.

## Soukromý život
Měl dvě dcery. První ze vztahu s herečkou Ivanou Jirešovou a druhou ze vztahu s herečkou a novinářkou Monikou Zaťkovou, s níž se oženil v únoru 2008. Zemřel 19. března 2021 v 55 letech v důsledku nemoci.

## Dílo
- Jitro modré slonice – středoškolský autorský kabaret z 80. let[48][49]
- Zpověď bulvární hyeny (2005) – román o vývoji české žurnalistiky po roce 1989
- Nusle sobě aneb Jsme tu jenom na skok (2008) – autorské divadlo[zdroj⁠?!]
- Vražda v Egyptě: Podivný případ Petra Kramného (2014) – kniha o kauze Kramný
- Případ Kramný: Všechno je jinak aneb Vraždila Monika Kramná? (2018) – kniha o kauze Kramný